# 胡藝馨
胡藝馨（1995年2月26日—），中国女子篮球運動員，中國大學生籃球聯賽浙江財經大學球員。
1. ↑  . 福州晚报. 2015-10-14  [2023-05-08]. （原始内容存档于2023-05-08）.